# 上條喬久
上條 喬久（かみじょう たかひさ）は、日本のグラフィックデザイナー、アートディレクター、クリエイティブディレクター、イラストレーター。

## 略歴
東京都出身。
1964年 東京藝術大学工芸科/グラフィックデザイン専攻卒業後、高島屋宣研に勤務。新聞広告からDMなどの印刷物まで幅広く経験する。
1970年 外資系の広告代理店であるGRAY DAIKOに勤務。ルフトハンザ航空、アサヒペンタックスなど数多くの広告を担当。
1972年 株式会社上條スタジオを設立、主宰し現在に至る。
1991年 東北芸術工科大学のUIと関連グラフィックを担当したことから、情報デザイン科の設立に主任教授として参加。グラフィックコースのカリキュラムを立ち上げ、1992年から2007年まで教授を務める。
JAGDAには1980年から理事として参加し、2002年から2010年まで副会長を務める。
現在、東京アートディレクターズクラブ（ADC）会員。日本グラフィックデザイナー（JAGDA）協会会員。

## 主な仕事
- 大阪万博の政府館/展示グラフィックに参加（1970, AD：田中一光）
- 沖縄海洋博日本政府「海洋文化館」展示グラフィック、及びサインを担当（1975, AD：田中一光）
- 科学万博つくば‘85 三井パビリオン「滝の劇場」、総合ディレクター及びAD（1985）
- YONEXのCIをはじめテニスラケットなどのデザインや広告、CFパッケージなどの総合デザイン
- 三菱製紙のCI、及び印画紙「月光」全シリーズのパッケージ
- サントリービールの「LIGHT'S」「MOLT'S」などのパッケージ
- キリンシーグラム「TEN DISTILLERIES」パッケージ
- 山形 出羽桜酒造 清酒「咲」パッケージ
- 金沢 中村酒造 清酒「日栄」パッケージ
- 童心社「14ひきシリーズ」ブックデザイン
- 京セラ CONTAXのカレンダー
- 清水建設のカレンダー
- 三菱製紙のカレンダー
- 東北芸術工科大学のUI
- 会津大学のUI
- オンワード樫山「LAKELAND」のBI、及び関連グラフィック
- FORLIFEレコードのBI
- 群馬県立ぐんま天文台のCI、及び関連グラフィック
- 中谷宇吉郎「雪の科学館」のCI、及び関連グラフィック
- 鶴岡アートフォーラムのCI、及び関連グラフィック
- 池袋サンシャインシティのCI、及び関連グラフィック
- T&TOKAのCI、及び関連グラフィック
- 民主音楽協会のCI、及び関連グラフィック
- スーパーマーケット「TURUYA」のCI、及び関連グラフィック
- 第一法規のCI
- 専売公社のCI
- 積水ハウスのCI
- LIONのCI
- でん六のCI
- 文部科学省「学習指導要領」関連グラフィック

ほかCIやVIに多くの実績がある。

## 主な個展 / グループ展
- 『サイレンサー』展（1969）
- 『T-Shirt』展（1972）
- 『ザ・ポスター』展 渋谷パルコ（1974）
- 『現代ポスターの展望』展 西武美術館（1976）
- 『樹について』 東京マフギャラリー（1979）
- 『想像の迷宮』展 西武美術館（1980）
- 『ジャパンスタイル』展 ビクトリアアルバートミュージアム / ロンドン（1980）
- 『現代秀作ポスター』展 富山近代美術館（1981）
- 『UCLA 日本の古典芸能ポスター』展　銀座松屋（1981）
- 『LUFT』展 ギャラリーLUFT（1982）
- 『アートディレクション・ツディ』 西武美術館（1984）
- 『日本デザイン』展 モスクワ（1984）
- 『3人のアートディレクター』展 銀座G7ギャラリー（1985）
- 『イメージ・ミラー』展 東京デザイナーズ・スペース（1985）
- 『イメージ・ミラーⅡ』展 銀座G7ギャラリー（1988）
- 『メールアート・コレクション』展 銀座G7ギャラリー（1988）
- 『イメージ・ミラーⅢ』展 AXISギャラリー / 東京（1990）
- 『グラフィック・イメージトランスファー』展 AXISギャラリー / 東京（1991）
- 『イメージ・ミラーⅣ』展　AXISギャラリー / 東京（1992）
- 『WINDSCAPE MINDSCAPE』展 ギンザ・グラフィック・ギャラリー / 東京（1994）
- 『BANDED BLUE』展 鶴岡アートフォーラム / 山形（2006）
- 『上條喬久 / カレンダーの仕事』展 クリエイションギャラリーG8 / 東京（2007）
- 『愛、そして愛。奇跡のサイレンサー』展 btf / 東京（2012）
- 『WINDSCAPE MINDSCAPE / 上條喬久グラフィック』展 光村グラフィック・ギャラリー / 東京（2013）
- 『WINDSCAPE MINDSCAPE / 上條喬久』展 オリエンタルデザインギャラリー / 広島（2016）
- 『INADA STONE EXHIBITION』展 茨城県笠間市（2005, 2006, 2007, 2008, 2009）

## 賞歴
- 日宣美展 奨励賞（1967）
- 日宣美展 日宣美賞（1968）
- 東京アートディレクターズクラブ ADC賞（1969, 1974, 1975）
- 朝日広告デザイン賞（1974）
- 広告電通賞（1974）
- 毎日広告賞（1975）
- 国際カレンダーコンテスト 金賞（1980）
- 全国カタログ・ポスター展 通産大臣賞（1982）
- 日本の絵本賞（1983）
- 全国カレンダー展 特別部賞（1987, 1989, 1995, 1996, 2008）
- 全国カレンダー展 通産大臣賞（1991, 1992, 1998, 2000, 2001, 2002, 2003, 2004, 2006）
- 全国カレンダー展 内閣総理大臣賞（1994）

## 著書
- 『MAIL ART COLLECTION』（グラフィック社） 1988
- 『SHOPPING BAG COLLECTION』（グラフィック社） 1988
- 『MAIL GRAPHICS』（グラフィック社） 1990
- 『WINDSCAPE MINDSCAPE』（用美社） 1994
- 『ゼロポイント 原点の風景』（六耀社） 2001
- 『TAKAHISA KAMIJYO』（gggBOOKS） 2001